# Geniul (serial american)
Geniul este un serial biografic american creat de Noe Roz și Kenneth Biller, care a avut premiera pe 25 aprilie 2017 pe National Geographic.
Primul sezon urmărește viața lui Albert Einstein, din primii săi ani apoi în perioada ca funcționar, dar și în ultimii săi ani ca un fizician care a dezvoltat teoria relativității; sezonul este bazat pe cartea Einstein: His Life and Universe de Walter Isaacson publicată în 2007. În aprilie 2017, National Geographic a reînnoit serialul pentru un al doilea sezon, despre Pablo Picasso, care a avut premiera pe 24 aprilie 2018. În aprilie 2018, National Geographic a decis turnarea celui de-al treilea sezon, despre viața scriitoarei lui Frankenstein, Mary Shelley.

## Distribuție

### Sezonul 1
- Geoffrey Rush ca Albert Einstein, bătrân
- Johnny Flynn ca Einstein, tânăr
- Samantha Colley ca Mileva Marić
- Richard Topol ca Fritz Haber
- Michael McElhatton ca Philipp Lenard
- Emily Watson as bătrâna Elsa Einstein
- Gwendolyn Ellis ca tânăra Elsa
- Ralph Brown ca Max Planck

### Sezonul 2
- Antonio Banderas ca Pablo Picasso
- Clémence Poésy ca Françoise Gilot
- Alex Rich ca tânărul Picasso
- Samantha Colley ca Dora Maar